# Liste d'élections en 1890
Chronologie des élections
- 1886
- 1887
- 1888
- 1889
- 1890
- 1891
- 1892
- 1893
- 1894

Cet article recense les élections organisées durant l'année 1890.

## Élections nationales en 1890
Cette section concerne les élections législatives et présidentielles dans un état souverain, éventuellement fédéral, ainsi que leurs principaux référendums.
| Date                          | État          | Élection ou référendum   | Contexte                                                                               | Résultat |
| ----------------------------- | ------------- | ------------------------ | -------------------------------------------------------------------------------------- | --- |
| 2 février                     | Argentine     | Législatives (es)        |                                                                                        | Cette section est vide, insuffisamment détaillée ou incomplète. Votre aide est la bienvenue ! Comment faire ?                                                       |
| 20 février                    | Allemagne     | Législatives             |                                                                                        | Recul des conservateurs au profit des centristes et des sociaux-démocrates, qui obtiennent 1 427 000 voix.                                                          |
| 1er mars                      | Uruguay       | Présidentielle (es)      |                                                                                        | Cette section est vide, insuffisamment détaillée ou incomplète. Votre aide est la bienvenue ! Comment faire ?                                                       |
| Mars                          | Équateur      | Vice-présidentielle (es) |                                                                                        | Cette section est vide, insuffisamment détaillée ou incomplète. Votre aide est la bienvenue ! Comment faire ?                                                       |
| 7 mars                        | Venezuela     | Présidentielle (es)      |                                                                                        | Cette section est vide, insuffisamment détaillée ou incomplète. Votre aide est la bienvenue ! Comment faire ?                                                       |
| 30 mars                       | Portugal      | Législatives (en)        |                                                                                        | Cette section est vide, insuffisamment détaillée ou incomplète. Votre aide est la bienvenue ! Comment faire ?                                                       |
| 12 - 16 avril                 | Liechtenstein | Législatives (en)        |                                                                                        | Cette section est vide, insuffisamment détaillée ou incomplète. Votre aide est la bienvenue ! Comment faire ?                                                       |
| 13 avril                      | Pérou         | Présidentielle (en)      |                                                                                        | Cette section est vide, insuffisamment détaillée ou incomplète. Votre aide est la bienvenue ! Comment faire ?                                                       |
| 3 juin 1890 - 4 novembre 1890 | États-Unis    | Chambre (en)             |                                                                                        | Cette section est vide, insuffisamment détaillée ou incomplète. Votre aide est la bienvenue ! Comment faire ?                                                       |
| 10 juin                       | Luxembourg    | Législatives             |                                                                                        | Cette section est vide, insuffisamment détaillée ou incomplète. Votre aide est la bienvenue ! Comment faire ?                                                       |
| 10 juin                       | Belgique      | Législatives (nl)        |                                                                                        | Cette section est vide, insuffisamment détaillée ou incomplète. Votre aide est la bienvenue ! Comment faire ?                                                       |
| 1er juillet                   | Japon         | Législatives             | Élection d'un parlement bicaméral. Ce sont les premières élections populaires en Asie. | De nombreux candidats des partis de l'opposition libérale sont élus. Ils dénoncent le gouvernement des clans et amendent le projet du budget en l'amputant de 11 %. |
| 8 juillet                     | Pays-Bas      | 1re Chambre (en)         |                                                                                        | Cette section est vide, insuffisamment détaillée ou incomplète. Votre aide est la bienvenue ! Comment faire ?                                                       |
| 14 septembre                  | Serbie        | Législatives (en)        |                                                                                        | Cette section est vide, insuffisamment détaillée ou incomplète. Votre aide est la bienvenue ! Comment faire ?                                                       |
| 2 octobre                     | Suisse        | Référendum (en)          | Décret fédéral sur les assurances                                                      | Approuvé |
| 14 octobre                    | Grèce         | Législatives             |                                                                                        | Cette section est vide, insuffisamment détaillée ou incomplète. Votre aide est la bienvenue ! Comment faire ?                                                       |
| 26 octobre                    | Suisse        | Fédérales                |                                                                                        | Cette section est vide, insuffisamment détaillée ou incomplète. Votre aide est la bienvenue ! Comment faire ?                                                       |
| Novembre                      | Uruguay       | Législatives (es)        |                                                                                        | Cette section est vide, insuffisamment détaillée ou incomplète. Votre aide est la bienvenue ! Comment faire ?                                                       |
| 23 - 30 novembre              | Italie        | Législatives             |                                                                                        | Cette section est vide, insuffisamment détaillée ou incomplète. Votre aide est la bienvenue ! Comment faire ?                                                       |
| 1890 - 1891                   | États-Unis    | Sénat (en)               |                                                                                        | Voir l'article Liste d'élections en 1891 |

## Élections en subdivisions nationales en 1890
Cette section concerne les élections législatives dans un État fédéré, une subdivision territoriale ou une colonie d'un État souverain, ainsi que leurs principaux référendums.
| Date                      | Subdivision           | État               | Élection ou référendum | Contexte                                                                 | Résultat |
| ------------------------- | --------------------- | ------------------ | ---------------------- | ------------------------------------------------------------------------ | --- |
| 13 janvier - 11 décembre  | Suède                 | Suède-Norvège      | 1re Chambre (sv)       |                                                                          | Cette section est vide, insuffisamment détaillée ou incomplète. Votre aide est la bienvenue ! Comment faire ?                                                                                       |
| 20 janvier                | Nouveau-Brunswick     | Canada             | Générales              | Les élections se sont déroulées avant la création des partis politiques. | Sur les 41 députés élus, 26 soutinrent le gouvernement et 15 formèrent l'Opposition officielle. |
| 21 janvier                | Danemark              | Danemark           | Législatives (en)      |                                                                          | Cette section est vide, insuffisamment détaillée ou incomplète. Votre aide est la bienvenue ! Comment faire ?                                                                                       |
| Mars                      | Suriname              | Pays-Bas           | Législatives (en)      |                                                                          | Cette section est vide, insuffisamment détaillée ou incomplète. Votre aide est la bienvenue ! Comment faire ?                                                                                       |
| 9 avril                   | Australie-Méridionale | Empire britannique | Coloniales (en)        |                                                                          | Cette section est vide, insuffisamment détaillée ou incomplète. Votre aide est la bienvenue ! Comment faire ?                                                                                       |
| 14 - 21 mai               | Nouvelle-Écosse       | Canada             | Générales (en)         |                                                                          | Cette section est vide, insuffisamment détaillée ou incomplète. Votre aide est la bienvenue ! Comment faire ?                                                                                       |
| Juin                      | Colombie-Britannique  | Canada             | Générales (en)         |                                                                          | Cette section est vide, insuffisamment détaillée ou incomplète. Votre aide est la bienvenue ! Comment faire ?                                                                                       |
| 5 juin                    | Ontario               | Canada             | Générales              |                                                                          | Cette section est vide, insuffisamment détaillée ou incomplète. Votre aide est la bienvenue ! Comment faire ?                                                                                       |
| 17 juin                   | Québec                | Canada             | Générales              |                                                                          | Cette section est vide, insuffisamment détaillée ou incomplète. Votre aide est la bienvenue ! Comment faire ?                                                                                       |
| 14 juillet - 29 septembre | Suède                 | Suède-Norvège      | 2de Chambre (sv)       |                                                                          | Cette section est vide, insuffisamment détaillée ou incomplète. Votre aide est la bienvenue ! Comment faire ?                                                                                       |
| 10 août                   | Île-du-Prince-Édouard | Canada             | Générales (en)         |                                                                          | Cette section est vide, insuffisamment détaillée ou incomplète. Votre aide est la bienvenue ! Comment faire ?                                                                                       |
| 7 septembre               | Bulgarie              | Empire ottoman     | Législatives (en)      |                                                                          | Cette section est vide, insuffisamment détaillée ou incomplète. Votre aide est la bienvenue ! Comment faire ?                                                                                       |
| 27 novembre - 5 décembre  | Nouvelle-Zélande      | Empire britannique | Législatives           |                                                                          | le parti travailliste libéral bat les conservateurs. John Ballance forme un gouvernent libéral. Pendant plus de vingt ans, les éléments progressistes contrôleront la vie politique néo-zélandaise. |
| Décembre                  | Australie-Occidentale | Empire britannique | Coloniales (en)        |                                                                          | Cette section est vide, insuffisamment détaillée ou incomplète. Votre aide est la bienvenue ! Comment faire ?                                                                                       |